# Glenn Quagmire
Glenn Quagmire is een personage uit de tv-animatieserie Family Guy. Zijn stem wordt ingesproken door Seth MacFarlane, de bedenker van Family Guy en vertolker van vele rollen, zoals Peter, Stewie en Brian. Glenn is een van de vrienden van Peter, met wie hij samen met Joe Swanson en Cleveland Brown vaak in de kroeg te vinden is. Qua beroep is hij veteraan en piloot. 
Glenn is geobsedeerd door seks. Hij komt niet in elke aflevering voor, maar wanneer hij er is, gaat het bijna altijd over seks. In zijn vorige leven was hij Jack the Ripper. Glenn heeft een dochter genaamd Anna-Lee die hij later ter adoptie afstaat. De seksuele obsessie van Glenn gaat zelfs zó ver, dat hij in 1 aflevering net niet 20 jaar de gevangenis in hoefde voor verkrachting. 
Glenn heeft 2 eigen standaard kreten als hij seksuele opwinding ervaart of hierover een grap maakt. De bekendste daarvan is (een variant van) "Giggity Giggity Goo". Daarnaast kan hij een knappe vrouw zien en dan zeggen "He he, allright!". 
In zijn vroegere leven is Glenn acteur geweest in Zuid-Korea. Zijn vader bleek transgender te zijn. Eerst verwachtte Glenn dat hij homoseksueel was, maar toen hij zijn vader daarnaar vroeg bekende hij dat het om geslachtsverandering ging. Glenns reactie daarop was "Please be gay!"(Wees dan homo). 
Quagmire heeft een vreselijke hekel aan Brian,  omdat hij seks had met Ida, de tot vrouw omgebouwde vader van Quagmire, en omdat hij Brian arrogant vindt. Er bestaat altijd een zekere rivaliteit tussen de twee.
Toen Ida en Brian seks hadden, volgde daar een gevecht uit tussen Brian en Quagmire. Dat gevecht werd door Brian afgesloten met de zin "Hey... I f*cked your dad!" waarna hij de deur dichtsloeg.
Ook probeert Brian het café van Glenn te laten sluiten en licht hem op als hij een tijdje makelaar is, waarna Glenn Brians tanden stukslaat (terwijl hij eerder Brian aan dit nieuwe gebit geholpen had).